# 陈家洼乡
陈家洼乡，是中华人民共和国河北省张家口蔚县下辖的一个乡镇级行政单位。

## 行政区划
陈家洼乡下辖以下地区：
陈家洼村、白马神村、李家楼村、东小关村、上元皂村、王家嘴村、任家堡村、北水头村、南水头村、曲家庄村、田家坡村、许家营村、双井山村、营子堡村、下元皂村、北山西岭村、大岳家山村、白庄子村和坐坡村。